# Curry verde
Il curry verde (in thailandese แกงเขียวหวาน, kaeng khiao wan, pronuncia IPA: [kɛːŋ kʰǐaw wǎːn], letteralmente: curry verde dolce) è una pietanza tipica della Thailandia Centrale.

## Origine del nome
Prende il nome dal colore dei piccanti e caratteristici peperoncini thai verdi utilizzati per fare il pesto, i quali, quando maturi, diventano rossi. La parola dolce presente nel nome thailandese dipende dalla tonalità di verde del piatto e non dal fatto che sia effettivamente dolce. L'amalgama del pesto a base di peperoncini thai verdi con il latte di cocco produce un verde cremoso che in thailandese viene chiamato verde dolce; sebbene non sia più dolce di altri curry thailandesi.

## Storia
La ricetta del curry verde non era presente sui primi libri di cucina thai, pubblicati a cavallo del 1900, né sulle loro riedizioni aggiornate immediatamente successive. Tra questi vecchi ricettari vi è il Maae Khruaa Huaa Bpaa, cui la cui prima edizione risale al 1908, mentre il curry verde comparve per la prima volta in questo libro sulla quinta edizione pubblicata nel 1971. Le prime ricette scritte di thai curry furono però quelle pubblicate da Lor. Phaehtraarat sui ricettari Khuu Meuu Maae Kruaa del 1926 e Dtam Raa Khaao Waan del 1934, entrambi riguardanti una versione di curry verde all'anatra.

## Preparazione di base
Il curry verde può essere preparato in diverse varianti in particolare per quanto riguarda la carne, il pesce e gli ortaggi che verranno messi a cuocere nella crema di curry risultante dall'aggiunta di latte di cocco al pesto.

### Pesto

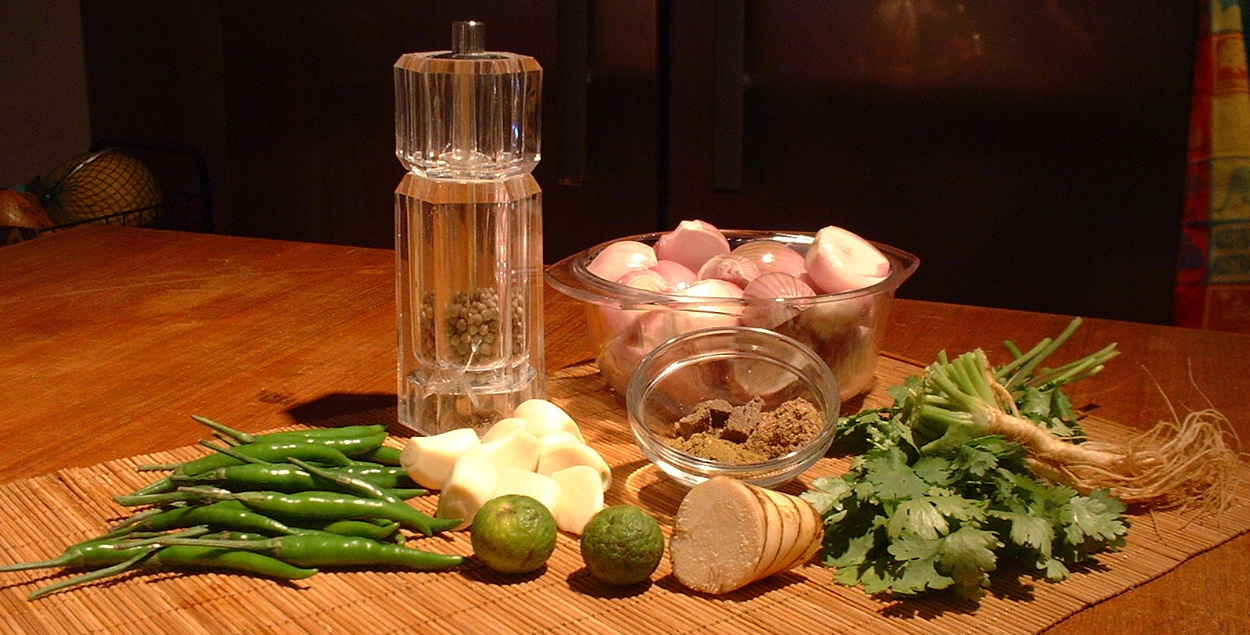
Ingredienti per il pesto di curry verde

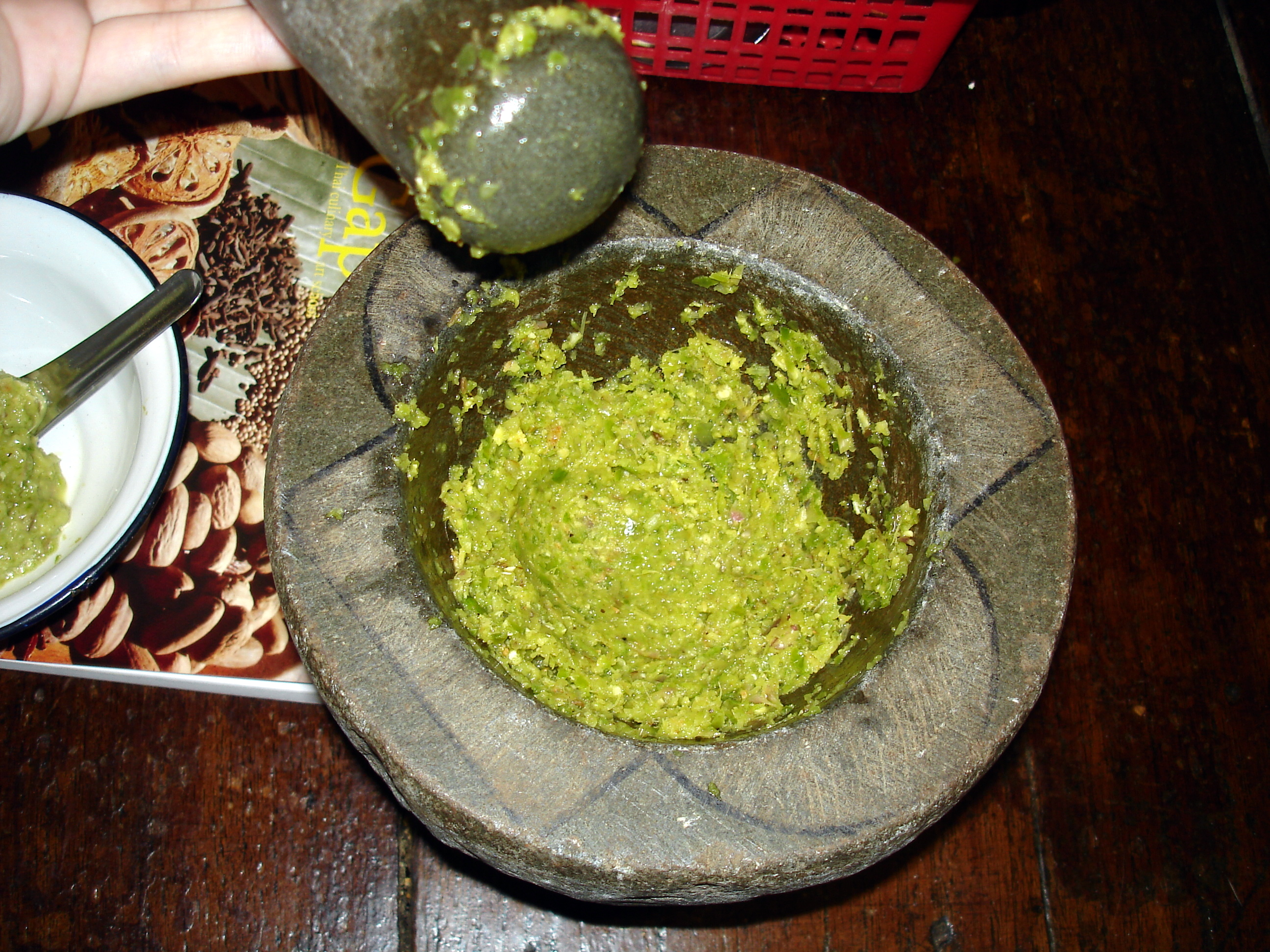
Pesto di curry verde nel mortaio

Il pesto di curry verde ha gli stessi ingredienti del pesto di curry rosso ad eccezione dei peperoncini thai verdi freschi, che sostituiscono i peperoncini rossi secchi presenti nel curry rosso. Il pesto si trova già pronto in commercio o si prepara pestando in un mortaio i seguenti ingredienti:
- peperoncini thai verdi freschi
- sale o salsa di pesce o salsa di soia

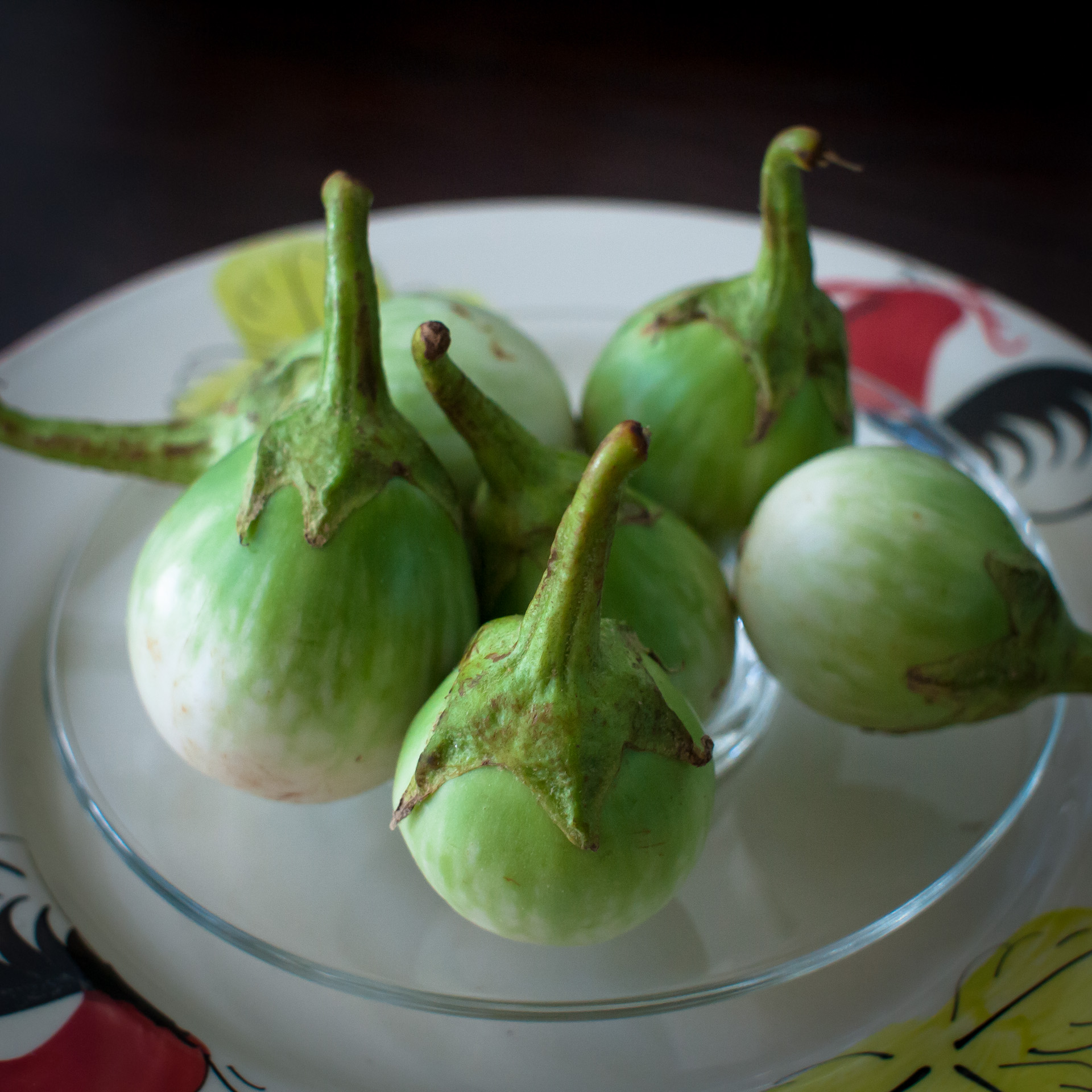
Melanzane thai, uno degli ingredienti più caratteristici del curry verde

- galanga
- citronella
- radici di coriandolo
- scorza di combava
- foglie di peperoncino
- scalogno
- aglio
- pasta di gamberetti
- semi tostati di coriandolo
- semi tostati di cumino
- baccelli di cardamomo
- grani di pepe bianco o pepe nero
- olio d'oliva
- zenzero fresco

### Cottura di base e altri ingredienti
Scaldare la parte più densa del latte di cocco e, prima che bollisca, aggiungere il pesto, fare quindi cuocere fino a quando il composto diventa denso e fragrante. Aggiungere la carne desiderata con un terzo della parte meno densa del latte di cocco; fare bollire e continuare a mescolare versando un po' alla volta il latte di cocco rimasto. Aggiungere foglie di combava, melanzane thai e peperoncini thai a piacere; bollire a fuoco lento fino a raggiungere la consistenza desiderata. Alla fine aggiungere zucchero di palma, salsa di pesce e foglie di basilico thai, amalgamare bene mescolando e rimuovere dal fuoco.

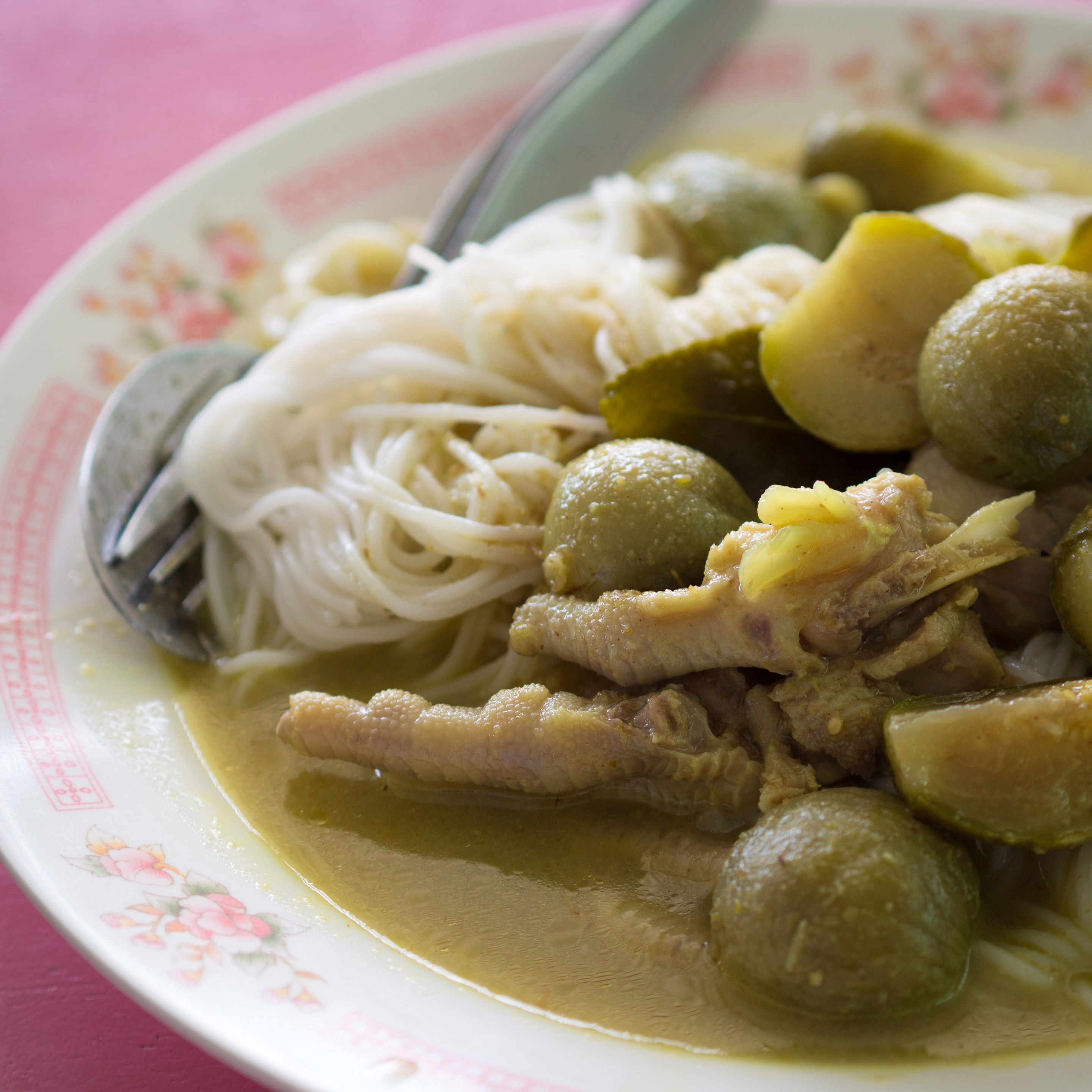
Curry verde con khanom jeen

### Varianti
Tra gli ingredienti più consistenti da utilizzare nella cottura vi sono pollo, maiale, manzo, anatra, pesce, frutti di mare o solo verdure per i vegetariani, per i quali si dovrebbe evitare la salsa di pesce. In mancanza delle melanzane thai possono essere utilizzate altre melanzane reperibili sul mercato, fico del diavolo o altri vegetali bianchi o verdi. Il curry può anche essere preparato con frutti.

## Servizio in tavola
Viene servito preferibilmente con riso cotto al vapore. Sulle tavole thailandesi viene di solito posto un contenitore con nam pla phrik, salsa di pesce con molti peperoncini thai tagliati fini, nel caso che il cibo sia povero di sale e per dare maggior piccantezza. Un brodo di curry verde viene aggiunto ai khanom chin, noodle di riso tipici thailandesi, che vengono serviti in tavola assieme a diversi vegetali crudi.